# Стрелкова, Ирина Ивановна
Ирина Ивановна Стрелкова (7 мая 1924, Москва — 9 июля 2006, Москва) — советская и российская писательница.

## Биография
В годы Великой Отечественной войны оказалась в эвакуации в Алма-Ате, работала журналистом, была собственным корреспондентом газеты «Пионерская правда» в Казахстане.
Окончила факультет журналистики Алма-Атинского университета.
В 1949 году выступила основным свидетелем обвинения на процессе по делу писателя Юрия Домбровского, заявив, в частности:

Домбровский всегда относился пренебрежительно к советской литературе. Те книги советских писателей, которые высоко оценены советской общественностью, с его стороны получали отрицательную оценку. Он охаивал советских писателей, в частности Симонова и его произведения, пьесу «Русские люди» и др. Он также охаивал и великий реалистический роман Фадеева «Молодая гвардия».

На основании показаний Стрелковой Домбровский был приговорён к 10 годам заключения в лагере.
По мнению авторов некролога Стрелковой, опубликованного в «Литературной газете», казахстанский период жизни писательницы отличала её «готовность защищать справедливость, помогать бедствующим».
В 1963 году принята в Союз писателей СССР, с 1964 года — член КПСС. В дальнейшем жила и работала в Москве.
Публиковала исторические, детективные и дидактические произведения для детей и молодёжи. Дебютировала документально-историческими повестями «Меч полководца» о Михаиле Фрунзе (1968), «Огонь-девчонка» о казахской комсомолке, активистке раскулачивания Зайде Акишевой (1963) и «Друг мой, брат мой…» о Чокане Валиханове (1975), последнюю позднее переработала в биографию Валиханова для книжной серии «Жизнь замечательных людей» (1983, отмечена Государственной премией Казахской ССР). Подросткам были адресованы повесть о школьниках «Чёт и нечет» (1977), сборник рассказов «Там, за морем, деревня…» (1981), детективные повести «Похищение из провинциального музея» (1980), «Одна лошадиная сила» (1984), «Шах помидорному королю» (1991), младшим школьникам — книги «Во славу Отечества» о Надежде Дуровой (1986) и «За власть Советов» о Михаиле Фрунзе (1987). По сценарию Стрелковой снят музыкальный телефильм для детей «Представление начинается» (1973). По мнению авторов справочника «Русские детские писатели XX века», произведения Стрелковой объединены глубоким вниманием к личности героя, к формированию в ней таких качеств, как чуткость, доброта, принципиальность, отзывчивость, для писательницы главное заключается в содержательности произведения, а не во внешней занимательности.
В 1990—2000-е годах Стрелкова преимущественно выступала как публицист, главным образом на страницах газеты «Литературная Россия» и журнала «Наш современник», в котором входила в состав редакционной коллегии. Подготовила учебное пособие для средней школы, знакомящее учащихся с творчеством Виктора Астафьева, Василия Белова, Валентина Распутина и Василия Шукшина (2005, ряд переизданий). Многие годы возглавляла московское отделение Литературного фонда.
1 июля 2006 года скончался бывший главный редактор журнала «Наш современник» Сергей Викулов, 5 июля Стрелкова поехала на его похороны и при переходе улицы была сбита мотоциклистом. Умерла спустя несколько суток в Боткинской больнице, не приходя в сознание.